# Milícias Pyusawhti
Milícias Pyusawhti (birmanês:  ပျူစောထီးပြည်သူ့စစ်အဖွဲ့များ pronúncia birmanesa
 [pjù.sɔ́.tʰí pjì.θu̼ sɪʔ.tæʔ.mjá]), também grafado Pyu Saw Htee) são redes vagamente organizadas de aldeões pró-forças armadas e pró-junta militar que operam em Mianmar. O termo foi usado pela primeira vez em 1956, depois que o governo de U Nu criou unidades paramilitares Pyusawhti para auxiliar os militares nas operações de contrainsurgência. Após um golpe em 1958, o exército tentou dissolvê-los, mas em vez disso evoluíram para as milícias pessoais do partido Liga Popular Antifascista pela Liberdade. Eles foram substituídos com mais sucesso por unidades Kakweye após o golpe de 1962. Na década de 2000, os grupos ressurgiram a partir de redes locais existentes de nacionalistas budistas, membros do partido por procuração dos militares, do Partido da União, Solidariedade e Desenvolvimento e veteranos do exército. As milícias tornaram-se cada vez mais ativas em 2021, quando administradores e gabinetes de distritos e aldeias nomeados pela junta foram atacados em todo o país. Os observadores notaram laços com grupos nacionalistas extremistas como a Associação Patriótica de Myanmar.

## História
O nome advém de Pyusawhti, um lendário rei da história birmanesa. Em 1956, o governo birmanês sob U Nu concebeu um esquema de defesa de aldeias e cidades locais, que utilizou unidades paramilitares chamadas 'Pyusawhti' para ajudar os militares birmaneses em operações de contrainsurgência. O exército tentou dissolvê-los e desarmá-los após o golpe de 1958, com sucesso misto. Os Pyusawhti rapidamente se tornaram militares pessoais de líderes locais nomeados pela Liga Popular Antifascista pela Liberdade, o partido político dominante na época. Eles atacariam as áreas rurais para forçar a votação durante as eleições de 1956 e 1960. Após o golpe de Estado de 1962, Ne Win os substituiria por suas próprias unidades de milícia Kakweye, tornando o Pyusawhti obsoleto.
O termo 'Pyusawhti' ressurgiu na década de 2000, usado pela mídia birmanesa em referência a redes e grupos pró-militares. As forças de segurança birmanesas já haviam implantado redes semelhantes, incluindo swan ar shin (စွမ်းအားရှင်, lit.  "'mestres da força'"), durante a repressão à Revolução Açafrão em 2007. Os observadores notaram laços com grupos nacionalistas extremistas como a Associação Patriótica de Myanmar.
Durante a Guerra Civil de Mianmar a partir de 2021, as milícias Pyusawhti frequentemente lutaram ao lado das tropas do Tatmadaw  e ajudaram a ocupar áreas contestadas. Na sequência do golpe de Estado de 2021 e da guerra civil que se seguiu em Mianmar, as forças de segurança birmanesas aproveitaram as milícias Pyusawhti para reforços, inteligência militar e conhecimento do terreno local, especialmente no teatro da Zona Seca.  Estes grupos surgiram de redes locais existentes de nacionalistas budistas, membros do partido militar por procuração, Partido da União, Solidariedade e Desenvolvimento, e veteranos do exército na preparação para as eleições gerais de 2020. As milícias tornaram-se cada vez mais ativas em Maio de 2021 em resposta aos ataques da resistência aos administradores e gabinetes de distritos e aldeias nomeados pela junta. As forças policiais armaram as milícias Pyusawhti, fora disso mal armadas, com armamentos de caça apreendidos e outras armas mais antigas.

## Nota
- Este artigo foi inicialmente traduzido, total ou parcialmente, do artigo da Wikipédia em inglês cujo título é «Pyusawhti militias».